# Matt Sorum
Matt Sorum (nascido Matthew William Sorum, Mission Viejo, Califórnia, 19 de novembro de 1960) é um baterista americano conhecido por seus trabalhos com The Cult, Guns N' Roses e Velvet Revolver.
Foi introduzido no Rock and Roll Hall of Fame como membro do Guns N' Roses em 2012.

## Guns N' Roses
Em 1990, Steven Adler, então baterista do grupo, enfrentava sérios problemas com drogas, seu vicio em heroína e cocaina não o deixava tocar.
"Tivemos que fazer 30 takes para gravar Civil War, ele tinha se drogado demais e passou mal com a heroina e a faixa foi extremamente editada pela gravadora", Slash (na época guitarrista da banda).
Uma cláusula no contrato dizia que cada vez que Adler se drogasse perderia $30,00, mas não deu certo, então Axl mudou a cláusula para se ele se drogasse ele sairia da banda, e foi o que aconteceu, em 1990 ele foi despedido do Guns N' Roses, que entra a procura de um bom baterista. Slash já havia visto Matt tocar com os ingleses The Cult, e o indicou para Axl Rose. Sorum estreou no Guns tocando no Rock in Rio II em 1991. As aparições de Matt no Guns N' Roses foram um sucesso, ele fazia solos com pedal duplo que deixavam os fãs loucos e o levou a ser eleito o melhor baterista do mundo. Sorum tinha no Guns N' Roses um estilo de tocar muito peculiar e levava uma vida tranquila,apesar das várias polêmicas da banda que teve que aguentar.
Em agosto de 1997 ele saiu da banda devido a uma discussão que teve com Axl, pois tinha ouvido falar mal de Slash junto com o na época guitarrista rítmico Paul Tobias, os dois brigaram e acabou ali a história de Matt com a banda.

## Slash's Snakepit
Em 1995 Matt Sorum ajudou Slash na composição de novas músicas que, segundo os planos da dupla, seriam usadas para o novo álbum do Guns N' Roses. Como o  material não foi aprovado por Axl Rose, Slash decidiu formar um novo grupo, que decidiu chamar de Snakepit. Por influencia de produtores, que queriam chamar a atenção da imprensa e dos fãs, o nome escolhido acabou sendo Slash's Snakepit. Matt foi chamado para a bateria, e Gilby Clarke, que acabara de ser demitido do Guns n' Roses por Axl, foi o escolhido para outra guitarra. Para o baixo, Mike Inez, do Alice in Chains, foi o escolhido. Para os vocais, o eleito foi Eric Dover.

## Velvet Revolver
Algum tempo depois que Matt saiu do Guns N' Roses começou a tocar bateria com os seus antigos amigos Slash, Duff e Izzy Stradlin. Os quatro planejavam uma nova banda, mas para isso, Matt, Slash e Duff  achavam que precisariam de um vocalista, ideia que desagradou Izzy, que sugerira dividir os vocais com Duff. Além disso, Izzy queria fazer uma pequena turnê por clubes, viajando em vans, enquanto o resto da banda pensava em algo maior.
Já com o guitarrista Dave Kushner substituindo Stradlin, o grupo, ainda chamado de "The Project", tentou vários vocalistas, entre eles Sebastian Bach, mas não deu certo com ninguém. Myles Kennedy, Ian Astbury e Mike Patton sequer aceitaram fazer testes. Outro que inicialmente recusou ensaiar com o grupo foi Scott Weiland, que naquele momento ainda estava ocupado com o Stone Temple Pilots. No entanto, com o fim daquele grupo, Weiland aceitou o teste e foi recrutado.
O grupo gravou dois álbuns: Contraband (2004) e Libertad (2007). Em 1 de abril de 2008 Weiland deixou o grupo, ficando o grupo parado.

## Discografia

### Com Hawk
- Hawk (1986)

### Com Jeff Paris
- Wired Up (1987)

### Com Y Kant Tori Read
- Y Kant Tori Read (1988)

### Com Johnny Crash
- Unfinished Business (2008)

### Com Guns N' Roses
- Use Your Illusion I (1991)
- Use Your Illusion II (1991)
- The Spaghetti Incident? (1993)
- Use Your Illusion (1998)
- Live Era: '87-'93 (1999)
- Greatest Hits (2004)

### Com Slash's Snakepit
- It's Five O'Clock Somewhere (1995)

### Com Neurotic Outsiders
- Neurotic Outsiders (1996)

### Com The Cult
- Beyond Good and Evil (2001)
- Sonic Temple (1989)

### Com Velvet Revolver
- Contraband (2004)
- Melody and the Tyranny (2007)
- Libertad (2007)

### Com Atif Aslam
- The Dreamer Awakes By Lanny Cordola (Summer 2011)

### Solo
- Hollywood Zen (2003)

### Aparições
- Duff McKagan - Believe In Me (1993)
- Gilby Clarke - Pawnshop Guitars (1994)
- Glenn Hughes - Feel (1995)
- Sammy Hagar - Marching To Mars (1997) e Cosmic Universal Fashion (2008)
- Glenn Hughes - The Way It Is (1999)
- Buddy Rich Big Band - Beaulah Witch